# Maculonaclia
Maculonaclia es un género de lepidópteros perteneciente a la subfamilia Arctiinae de la familia Erebidae. El género fue descrito por Paul Griveaud en 1964.

## Especies
Contiene las siguientes especies:
- Maculonaclia altitudina Griveaud, 1964
- Maculonaclia ankasoka Griveaud, 1964
- Maculonaclia bicolor (Rothschild, 1911)
- Maculonaclia bicolorata Griveaud, 1967
- Maculonaclia brevipennis Griveaud, 1964
- Maculonaclia buntzeae     Griveaud, 1964
- Maculonaclia delicata     Griveaud, 1964
- Maculonaclia dentata     Griveaud, 1964
- Maculonaclia douquettae Griveaud, 1973
- Maculonaclia elongata     Griveaud, 1964
- Maculonaclia flamea Griveaud, 1967
- Maculonaclia florida (de Joannis, 1906)
- Maculonaclia griveaudi     Viette, 1987
- Maculonaclia grjebinei     Griveaud, 1964
- Maculonaclia itsikiorya Griveaud, 1969
- Maculonaclia lambertoni Griveaud, 1964
- Maculonaclia leopardina (Rothschild, 1911)
- Maculonaclia lokoba     Griveaud, 1964
- Maculonaclia matsabory Griveaud, 1967
- Maculonaclia minuscula Griveaud, 1973
- Maculonaclia muscella (Mabille, 1884)
- Maculonaclia nigrita     Griveaud, 1964
- Maculonaclia obliqua     Griveaud, 1964
- Maculonaclia obscura Griveaud, 1967
- Maculonaclia parvifenestrata     Griveaud, 1964
- Maculonaclia petrusia Griveaud, 1967
- Maculonaclia sanctamaria Griveaud, 1964
- Maculonaclia tampoketsya Griveaud, 1969
- Maculonaclia tenera (Mabille, 1879)
- Maculonaclia truncata     Griveaud, 1964
- Maculonaclia viettei     Griveaud, 1964